# Lieb mich noch, bevor du stirbst
Lieb mich noch, bevor du stirbst (jap. 墜落JKと廃人教師 Tsuiraku JK to Haijin Kyōshi) ist eine Mangaserie von Mangaka sora. Sie erschien in Japan von 2017 bis 2024 und die Geschichte wurde als Dorama im japanischen Fernsehen gezeigt. Die Geschichte erzählt von einer aus Not geborenen Liebe zwischen einer Schülerin und ihrem Lehrer.

## Inhalt
Die Oberschülerin Mikoto Ochiai will sich ihr Leben nehmen, nachdem ihre große Liebe sie abgewiesen hat. Sie wird aber gerade noch so von ihrem jungen Lehrer Jin Haiba davon abgehalten. Um sie zu überreden, schlägt er ihr eine Beziehung mit ihm vor, worauf sie schließlich eingeht – es sei ja doch besser, das zu versuchen, ehe sie stirbt. Haiba sagt, er habe sich durch ihre Höflichkeit in sie verliebt. Von da an taucht er immer auf, wenn es Mikoto schlecht geht, und lenkt sie ab. So dauert es nicht lange, bis sich die Schülerin wirklich in ihn verliebt. Da er aber ihr Lehrer ist, will sie es nicht eingestehen und verbirgt ihre Liebe.

## Veröffentlichungen
Der Manga erschien in Japan zunächst in einzelnen Kapiteln im Magazin Hana to Yume. Dort startete der im Juli 2017 und wurde im Juni 2024 abgeschlossen. Der Verlag Hakusensha brachte die Kapitel auch in 20 Sammelbänden heraus. Der erste gelangte mit über 13.000 Verkäufen innerhalb einer Woche in die Manga-Verkaufscharts, wie auch der dritte Band mit fast 50.000 in zwei Wochen verkauften Exemplaren. Bis August 2024 wurden insgesamt 4 Millionen Bände gedruckt. Die Serie erschien von November 2019 bis Februar 2025 auf Deutsch bei Altraverse. Die Übersetzung stammt von Burkhard Höfler. Eine französische Fassung kam bei Delcourt heraus.
Bei den Studios Humax Cinema und Studio Blue entstand unter der Regie von Natsuki Takahashi, Sung-ho Moon und Yuka Eda eine Umsetzung der Geschichte als Dorama. Die Drehbücher schrieben Ayumi Shimo, Shōta Gajin und Natsuki Takahashi. In den Hauptrollen waren Ryo Hashimoto als Jin Haiba und Akari Takaishi als Mikoto Ochiai zu sehen. Die 15 Folgen wurden vom 7. April 2023 bis 24. Juli 2024 in zwei Staffeln bei MBS in Japan gezeigt.